# Louis Estancelin
Pour les articles homonymes, voir Estancelin.
Louis Estancelin est un homme politique français né le 31 janvier 1777 à Eu et mort le 28 février 1858 à Eu.

## Biographie
Fils de Joseph Estancelin, seigneur de Saint-Sulpice-sur-Yères, lieutenant général des eaux et forêts du comté d'Eu, et de Nicole Adélaïde de Cacqueray de Fontenelle, Louis Estancelin suit ses études aux collèges de Juilly et d'Eu et s'engage dans l'armée en 1797, devenant officier d'état-major. 
Il devient inspecteur général des Eaux et forêts de 1802 à 1814, puis gestionnaire du domaine et des forêts du comté d'Eu, intendant-régisseur du domaine, jusqu'en 1855. Dans l'exercice de ses fonctions, il finança sur ses fonds propres deux courtes campagnes d'excavations au lieu-dit "Bois-l'Abbé", en forêt d'Eu, en 1820 et 1821. Il est considéré comme l'inventeur du site archéologique du « Bois-l'Abbé », identifié depuis 2006 comme agglomération antique de Briga
Il est député de la Somme de 1830 à 1846, siégeant dans la majorité soutenant la Monarchie de Juillet. 
Il est auteur de travaux d'économie et d'histoire, et en particulier sur le comté d'Eu.
Il est l'oncle de Louis Charles Estancelin.

## Distinctions
- Chevalier de la Légion d'honneur (7 août 1831)[2]

## Publications
- Histoire des comtes d'Eu, Dieppe, Marais fils, 1828, 458 p.
- De l'importation en France des fils et tissus de lin et de chanvre d'Angleterre, Paris, A. Henry, 1842.
- Des pêches maritimes, texte du traité du 2 août 1839 et du règlement général des pêches du 24 mai 1843, Paris, Dauvin et Fontaine, 1845.
- Observations sur les causes et les effets de la destruction des bois de construction navale en France, Paris, Dauvin et Fontaine, 1845.
- Études sur l'état actuel de la marine et des colonies françaises, Paris, Le Normant, 1849.

## Sources
1. ↑  Étienne Mantel, Jonas Parétias et Laurence Marlin, Briga : une ville romaine se révèle, Milan, Silvana Editoriale, 2020, 224 p. (ISBN 9788836644308, lire en ligne), p. 29-32
2. ↑  « Cote LH//908/7 », base Léonore, ministère français de la Culture

- « Louis Estancelin », dans Adolphe Robert et Gaston Cougny, Dictionnaire des parlementaires français, Edgar Bourloton, 1889-1891 [détail de l’édition]